# Nidfurner Turm
Der Nidfurner Turm ist ein Berggipfel im Glärnisch-Massiv. Er liegt im Schweizer Kanton Glarus, nordwestlich von Nidfurn als vorgeschobenes Hochplateau am Glärnisch.
Trotz sehr geringer Schartenhöhe – er ragt nur gerade gute 30 Meter über die tiefste Stelle des Gletschers (Tendenz steigend) – steht er jedoch markante 1200 Meter über dem Oberblegisee sowie 2100 Meter über dem Haupttal, womit er vom Tal aus den höheren Schwandergrat sowie auch den namenlosen höchsten Punkt des Glärnisch-Massivs überragt.